# Stipa tianschanica
Stipa tianschanica är en gräsart som beskrevs av Roman Julievich Roshevitz. Stipa tianschanica ingår i släktet fjädergrässläktet, och familjen gräs. Inga underarter finns listade i Catalogue of Life.